# 바비 국립공원
바비 국립공원(베트남어: Vườn quốc gia Ba Vì / 園國家𠀧位)은 베트남 하노이 바비현 바비산맥에 있는 국립공원이다. 바비 국립공원은 면적이 108.15km2이며, 바비산맥에 위치해 있다. 그 공원에는 풍부하고 다양한 열대 및 아열대종의 동식물들이 있다.
바비 국립공원은 하노이의 바비현과 호아빈성의 르엉선현과 끼선현에 위치해 있다. 바비 국립공원은 1,296m의 부아봉(베트남어: đỉnh Vua / 嵿𤤰), 1,226m의 딴비엔봉(베트남어: đỉnh Tản Viên / 嵿傘圓), 1,120m의 응옥호아봉(베트남어: đỉnh Ngọc Hoa / 嵿玉花)에 정점을 두고 북동부와 남서부를 뻗어가는 산맥에 위치해 있다.

## 동식물군
동물들로는 45종의 포유류, 115종의 조류, 61종의 파충류, 27종의 개구리가 있는데, 여기에는 베트남 레드북(Vietnam's Red Data Book)에 등재된 많은 희귀종과 하얀 꿩, 원숭이, 표범, 곰, 날다람쥐 등이 포함된다.
식물들로는 현재, 1,000종 이상의 식물이 알려져 있다, 그들 중 약용 식물의 약 200종이 있는데, 삼나무, 소나무, 밤나무 그리고 멀구슬나무과 같은 많은 귀중한 식물 종들이 있다.

## 바비산 리조트&스파
2016년 2월 29일, 농어촌 개발 장관 카오두크 파트는 바비 국립공원(하노이)에 르몽 바비 리조트 & 스파(Le Mont Bavi Resort & Spa)의 건설 중단을 지시하고, 산림총부에 즉각 조사단을 구성해 이 리조트에 위반 사항을 규명할 것을 요청했다. 르몽 바비 리조트 & 스파 프로젝트는 Technology Development Company Limited(CFTD)가 투자한 것으로, 바비 국립공원 사이의 고도 600m(보강 600m)에 위치하고 있다. 이곳은 유명한 4성급 리조트로 수십개의 호텔, 별장, 수영장이 있다. 프로젝트 승인과 건설 허가 없이 거의 완공되어 사용되기 시작했다. 뚜오이째 신문에 따르면 바비 국립공원(농촌부 산하) 이사회는 기술개발공사 VND 80억동을 받아 임기만 50년인 이 리조트를 건설하기 위해 0.53km2의 임야를 기업에 배정했다.
바비 국립공원의 Le Mont Ba Vi Resort & Spa 외에도 59개의 빌라가 있는 바비현 예바이사의 Dien Vi Thon Resort(옌바이 코뮤니네, 바비 지구)가 하노이 건설부의 점검을 받았다. 바비현 인민위원회, 옌바이사 인민위원회 위원장, 그 부서와 부서가 대상이었다.

## 갤러리

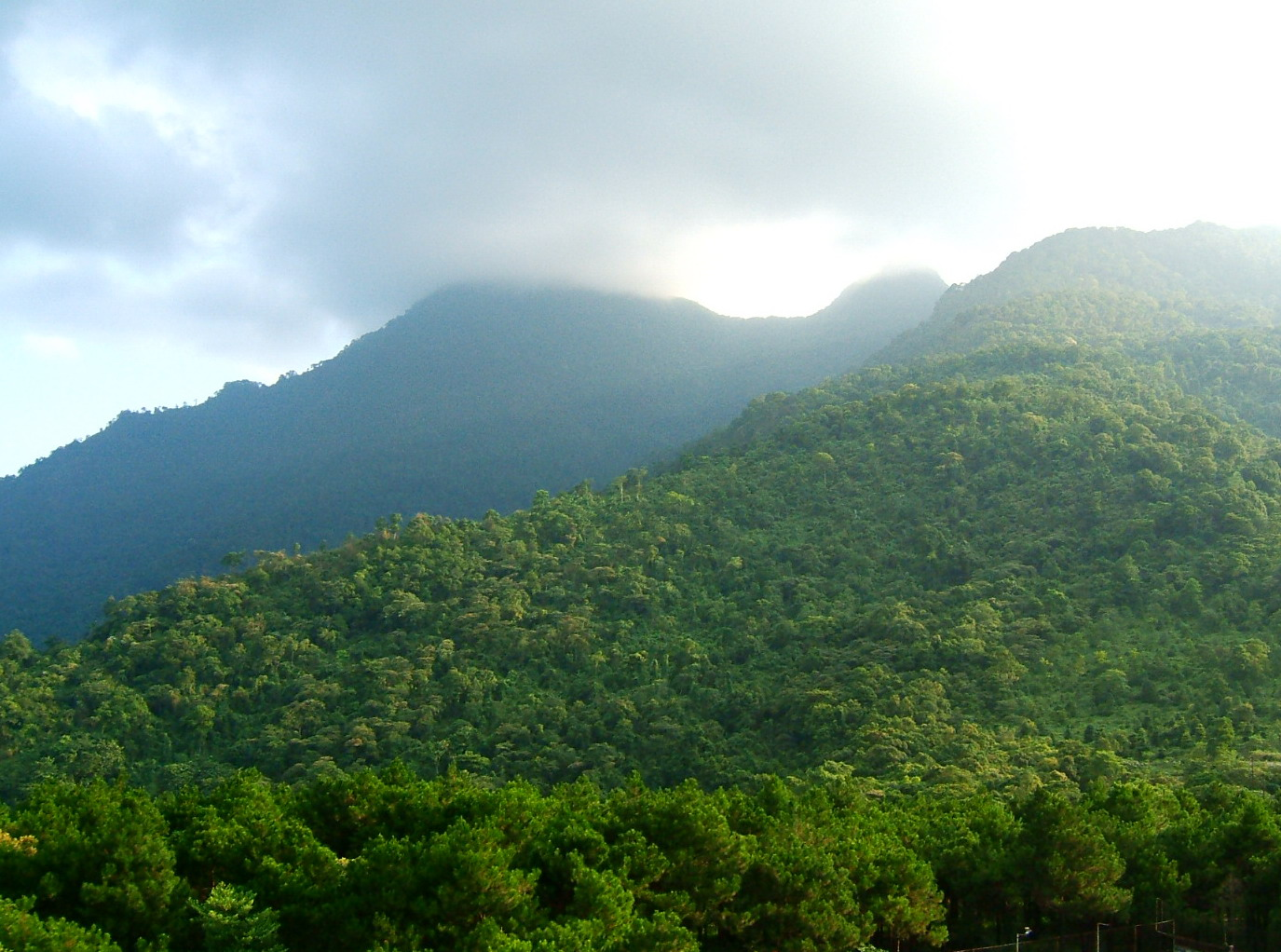
바비 국립공원
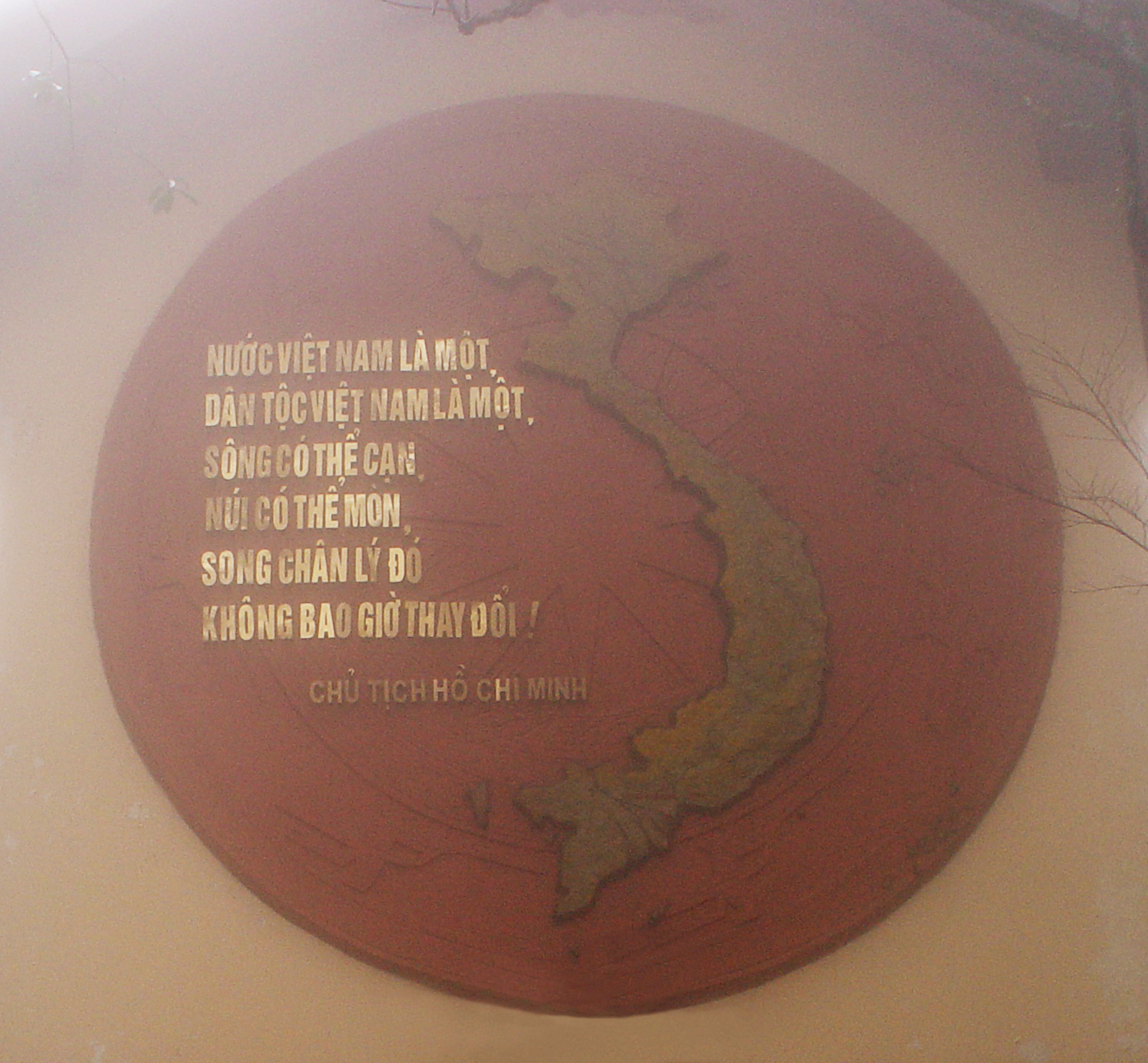
황제봉 위의 호찌민사로 들어가는 입구
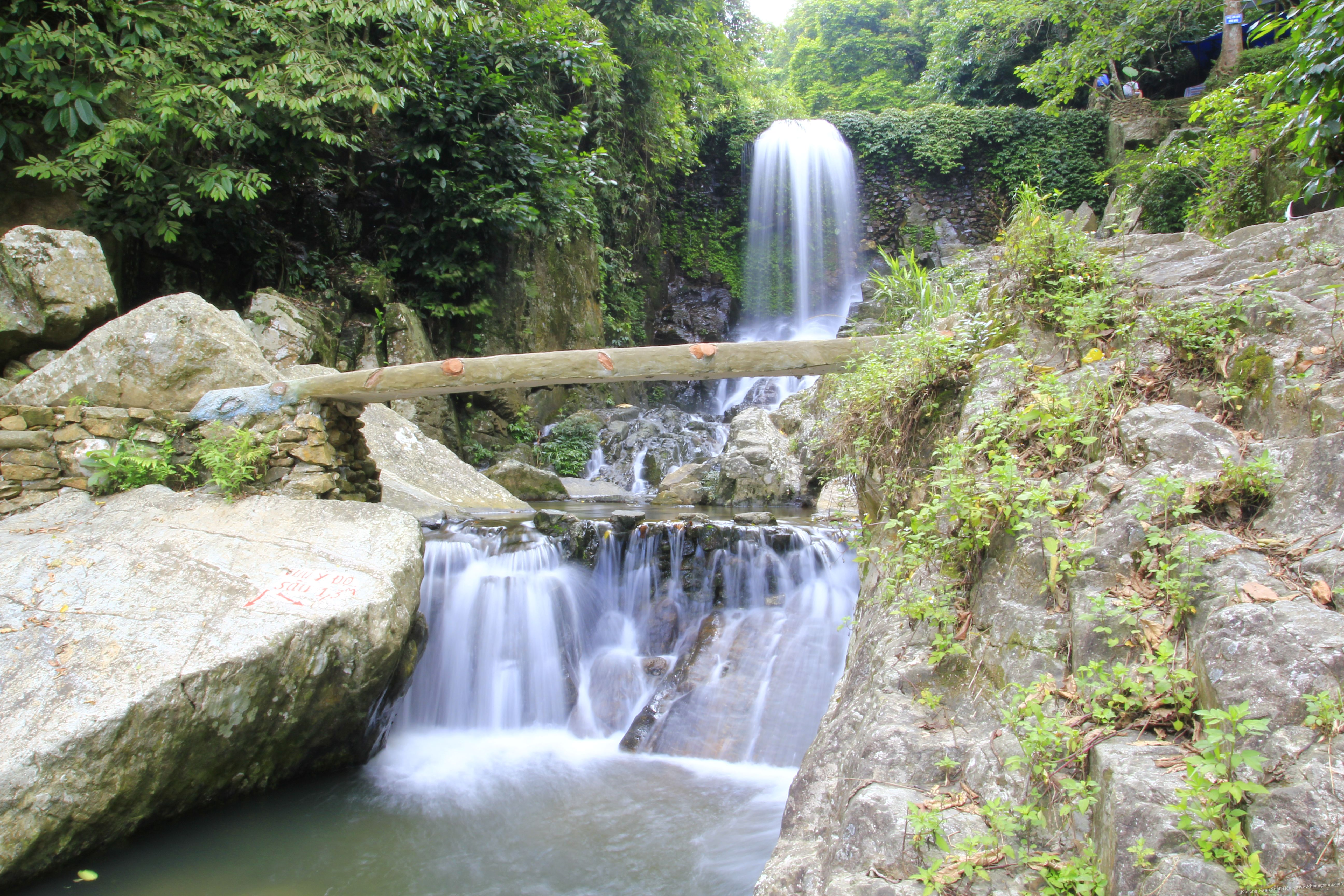
바비 국립공원2
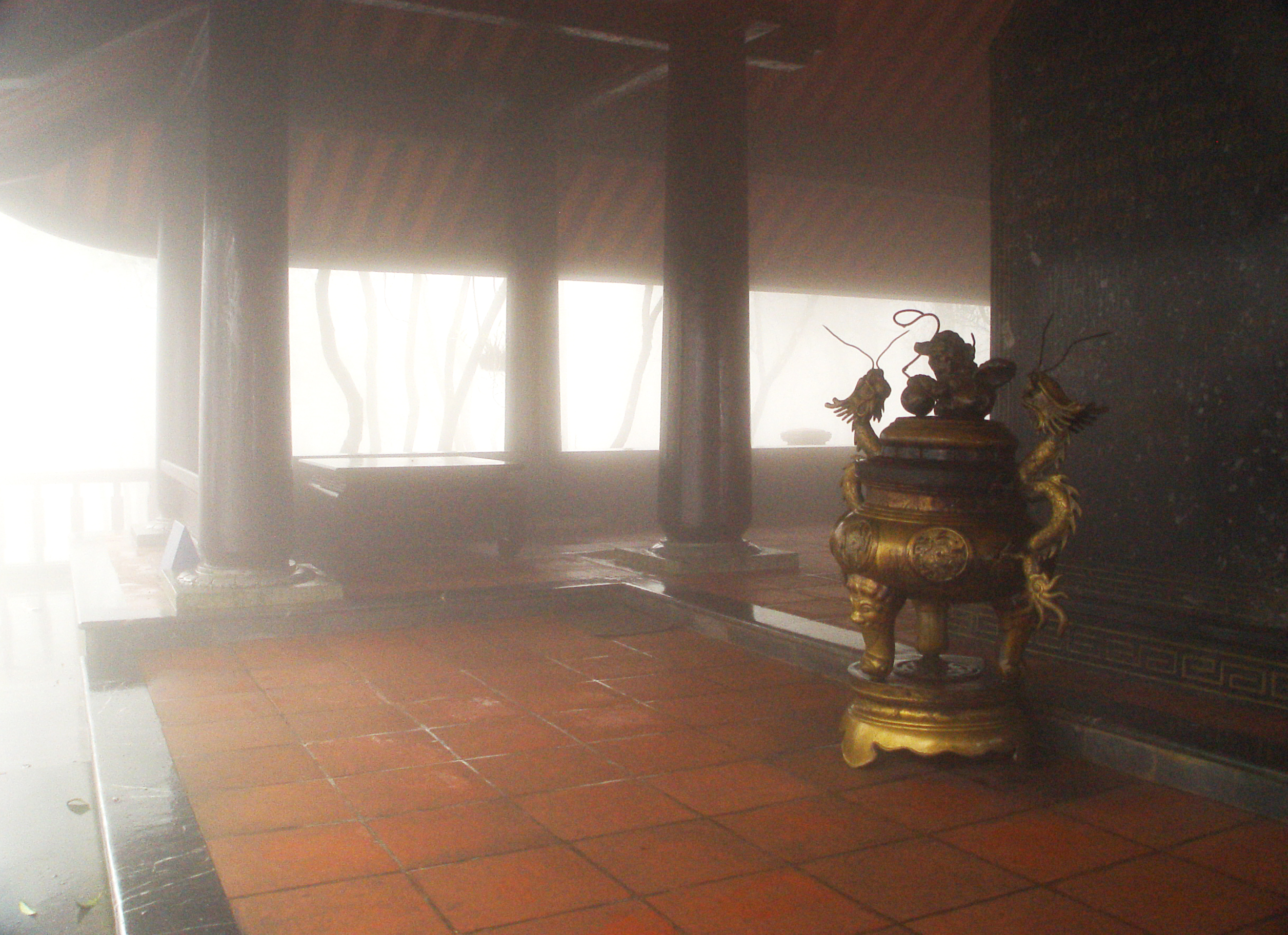
호찌민사 내부
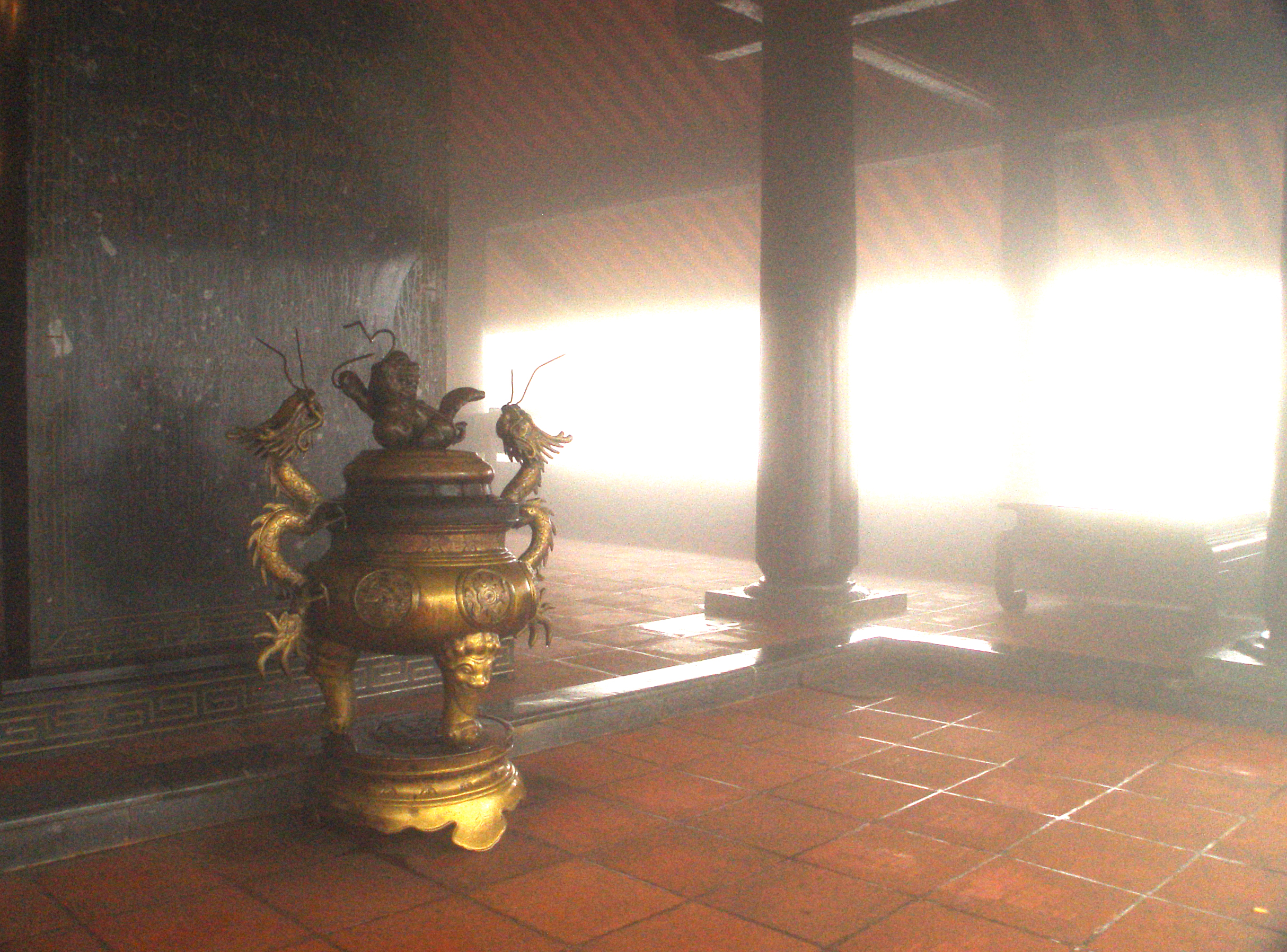
호찌민사 내부2
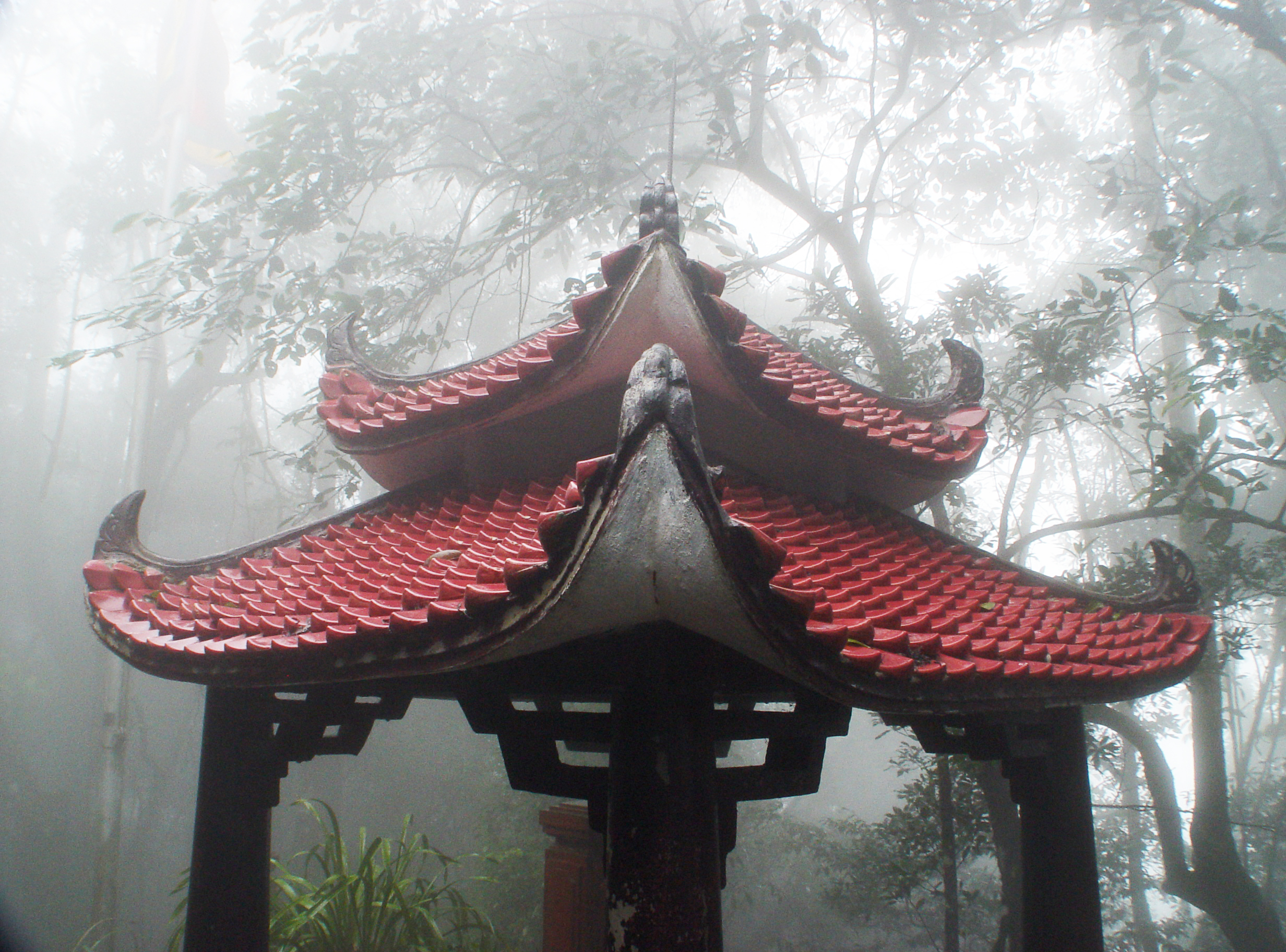
호찌민사 향화전
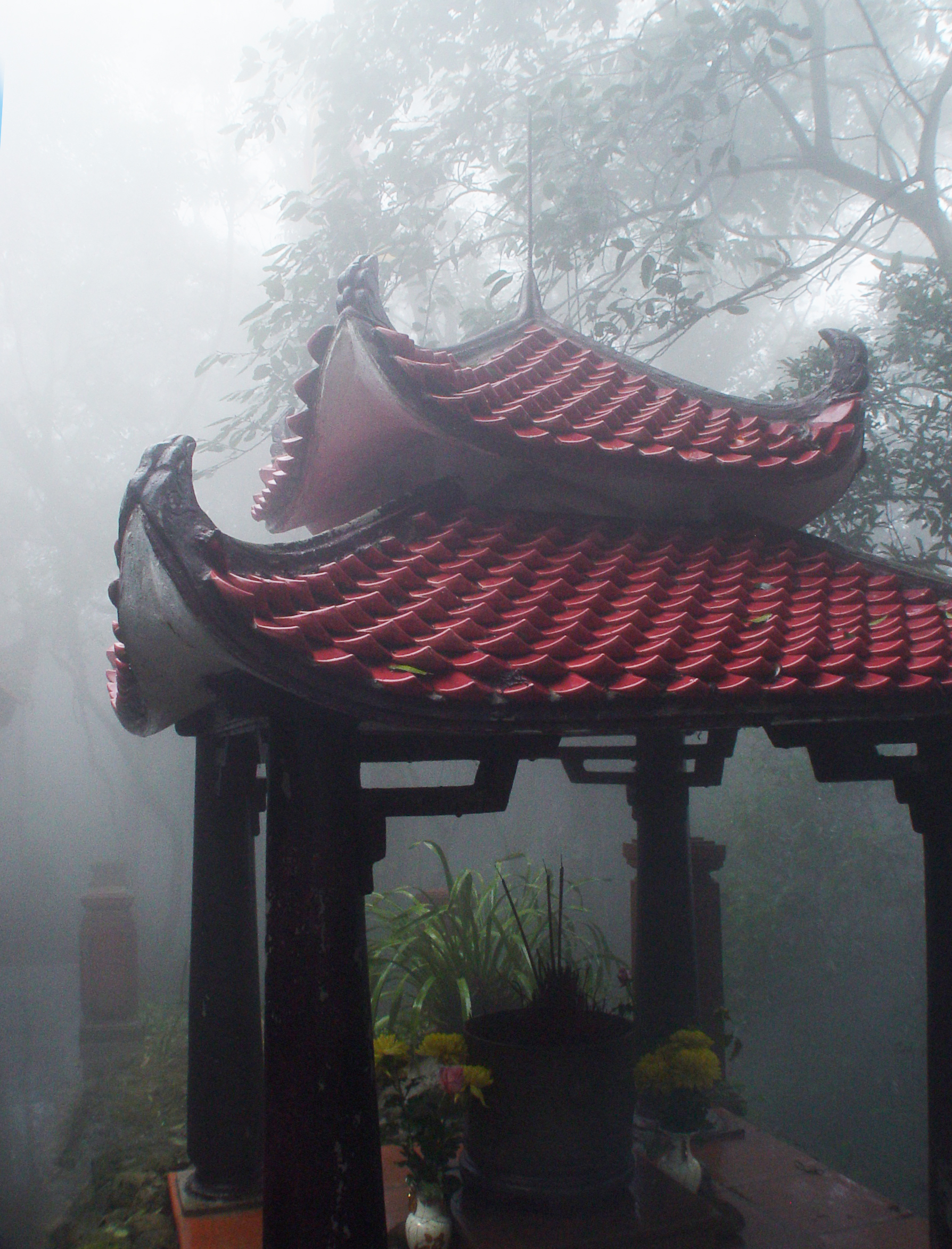
호찌민사 향화전2
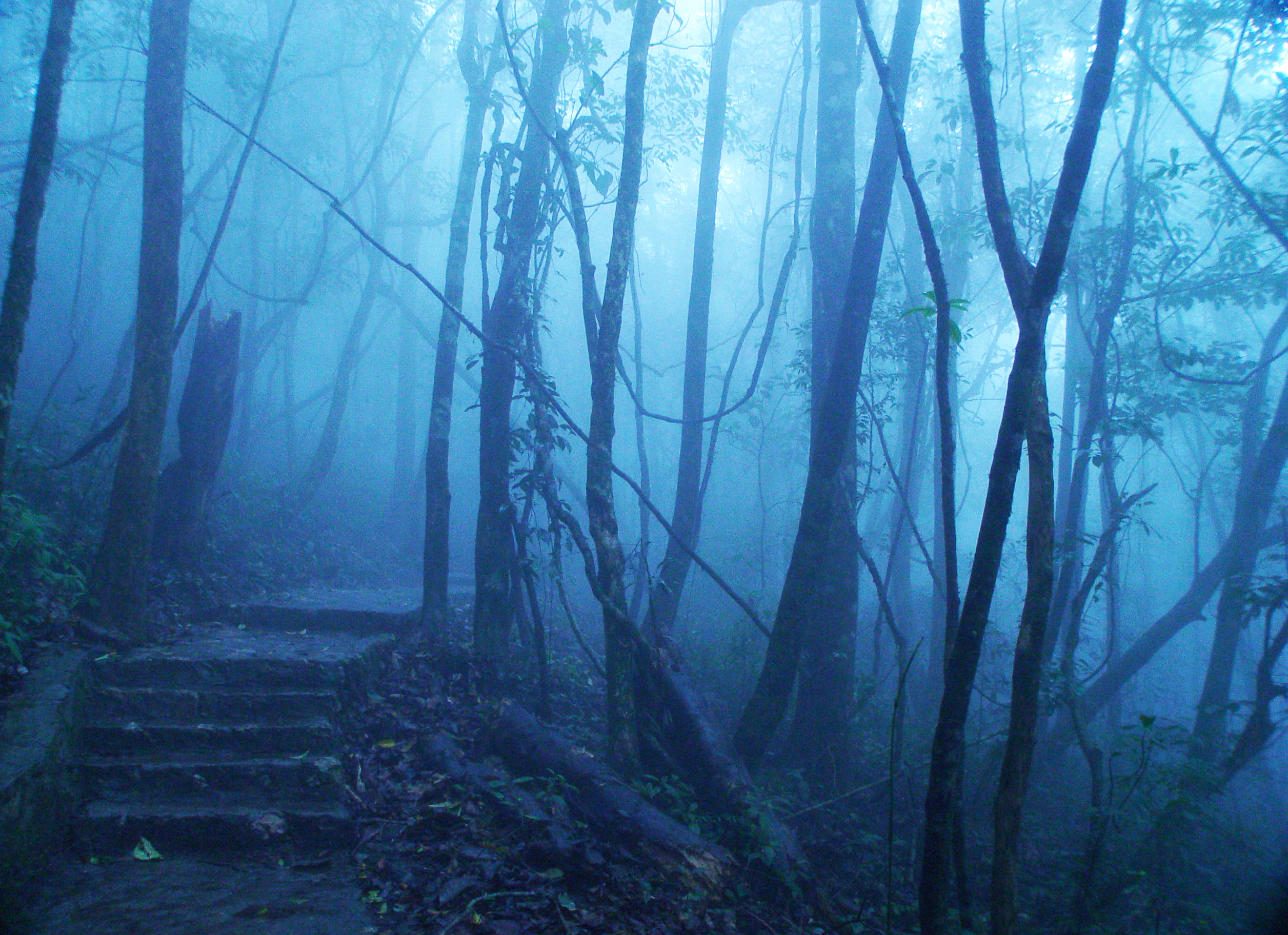
황제봉 호찌민사
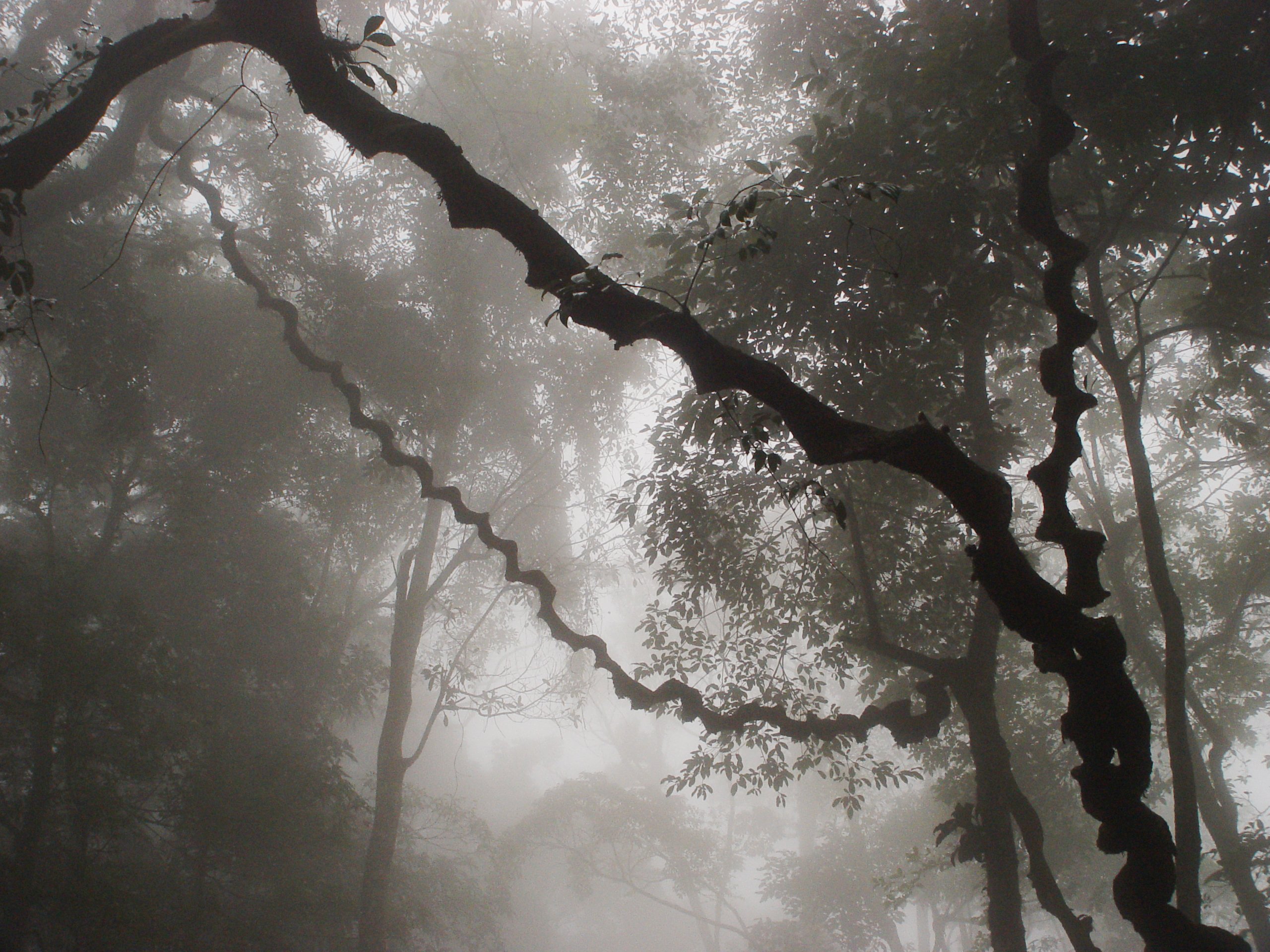
호찌민사 근처의 숲